# Jean-François Portaels
Jean-François Portaels (Vilvorde, 3 de abril de 1818 - Schaarbeek, 8 de febrero de 1895), fue un pintor academicista y orientalista belga.

## Vida

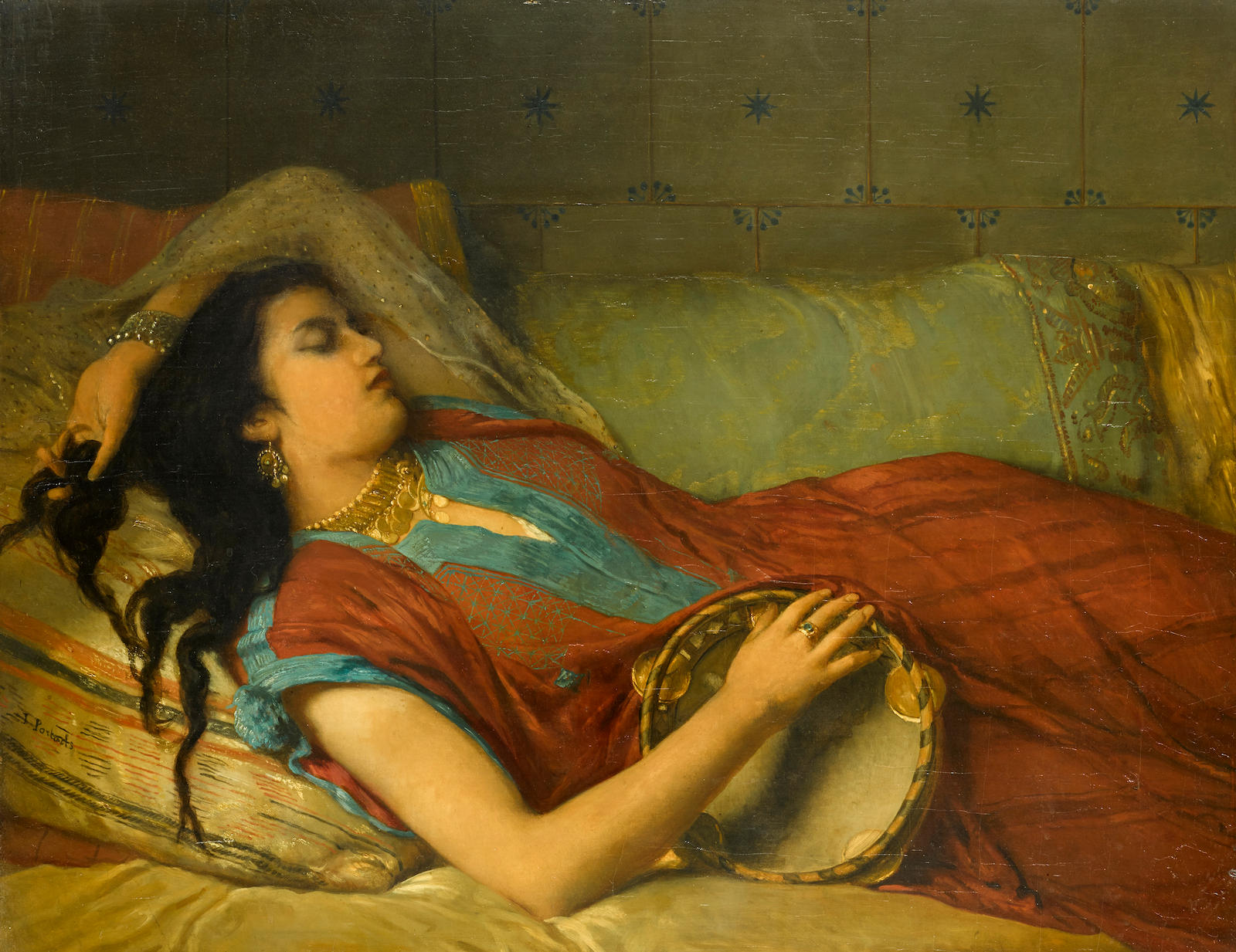
Tocadora de tambor en reposo

Jean-François Portaels creció en un hogar adinerado, su padre era un rico comerciante cervecero. Ingresó en la Real Academia de Bellas Artes, en Bruselas; pasando a estudiar en el taller del director de la Academia, François Navez. En 1841, se trasladó a París, donde completó sus estudios. Regresó a Bélgica y, en el año 1842, ganó el Premio de Roma. Viajó a Marruecos, Argelia, Egipto, Grecia, Italia, Hungría y España, entre otros países. Luego, se instaló en Bruselas. donde abrió una escuela de enseñanza privada que tuvo enorme influencia sobre generaciones de pintores. En 1849, se casó con la hija de su maestro, François Navez. En 1878 fue nombrado director de la Academia Real de Bellas Artes de Bruselas.

## Obra
Fue un artista prolífico con obras que abarcaron diferentes géneros. Pintó temas históricos, bíblicos, retratos de gente de la alta burguesía, escenas orientales y figuras femeninas idealizadas y ubicadas en ambientes exóticos. Tuvo una actuación destacada como maestro de pintura. Muchos de sus alumnos llegaron a ser artistas de importancia, como: Edouard Agneessens, Théo van Rysselberghe, Emile Wauters, o Camille van Mulders.